# Dodge Coronet
La Coronet è un'autovettura prodotta dalla Dodge dal 1949 al 1959 e dal 1965 al 1976. Al momento del lancio, il modello fu collocato al top della gamma delle vetture full-size della Dodge. Dal 1955, però, venne retrocesso alla base della categoria citata, ruolo che mantenne fino al 1959. Dal 1965 al 1976 fu invece parte della classe delle vetture mid-size.

## La prima serie: 1949–1952

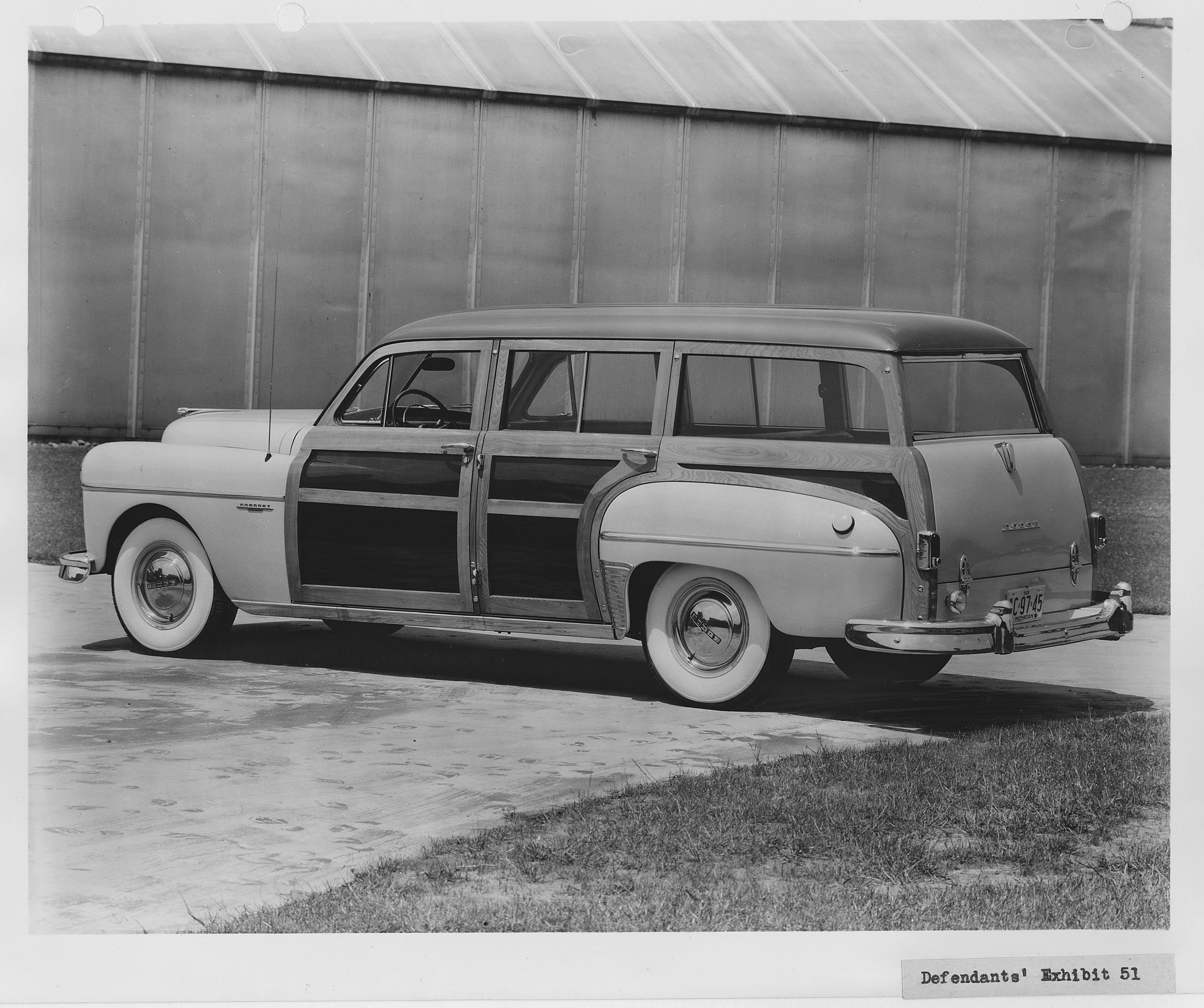
Una Dodge Coronet familiare del 1949

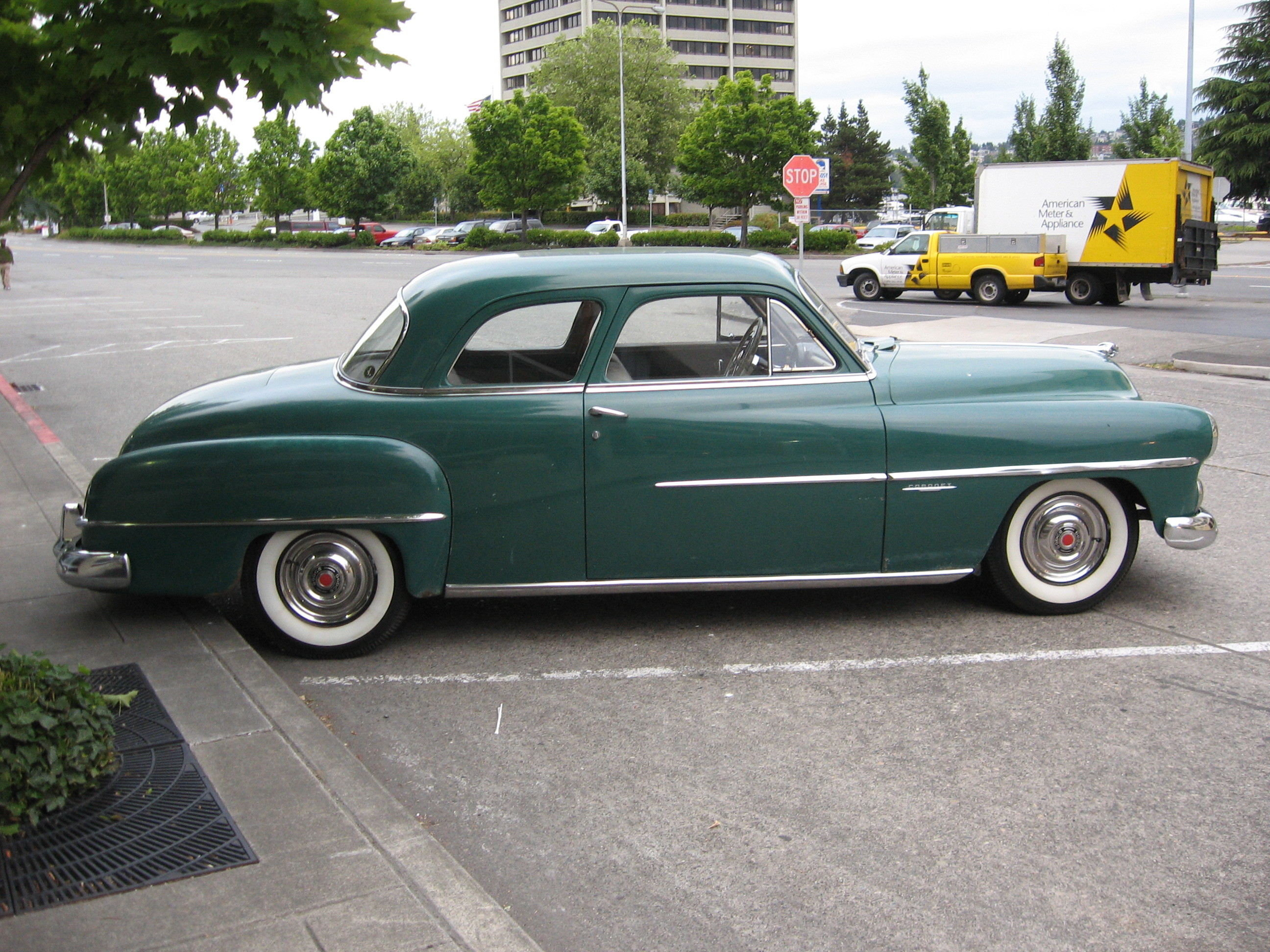
Una Dodge Coronet coupé del 1951

La Coronet è stata introdotta con i tipi di corpi vettura che erano offerti dalla Dodge dopo la seconda guerra mondiale.  I livelli di allestimento erano il Wayfarer, il Meadowbrook e Coronet. Il solo motore disponibile era un sei cilindri in linea da 3,8 L di cilindrata, che era dotato di un singolo carburatore monocorpo Stromberg, e che erogava 103 CV di potenza. La Dodge Coronet con equipaggiamento base era un'auto dal comportamento su strada piuttosto "morbido", cioè confortevole, dettato dalla presenza di sospensioni non rigide e con prestazioni "non nervose". Il propulsore poteva spingere il modello ad una velocità massima di 140 km/h. Un numero limitato di esemplari possedeva una carrozzeria limousine quattro porte che poteva trasportare fino ad otto passeggeri, e che era sostanzialmente la versione allungata della Coronet base. Questa versione limousine era lunga 5.510 mm. Una delle caratteristiche della prima serie di Coronet era il cambio manuale a tre rapporti "Gyromatic" o "Fluid drive", che permetteva degli innesti fluidi e che era comandato da un pedale posizionato sul pavimento. Non era quindi necessaria la leva del cambio. Il modello era dotato di una strumentazione completa.
La Coronet nel 1950 fu oggetto di un facelift, anche se i livelli di allestimento continuarono ad essere quelli dell'anno precedente. I modelli del 1950 potevano essere facilmente riconosciuti da una nuova calandra che era caratterizzata dalla presenza di tre spesse barre orizzontali. La barra superiore e quella inferiore formavano un'elegante sagoma oblunga. All'interno di essa erano presenti una spessa barra centrale con luci di posizione su ogni estremità, ed una larga placca cromata posizionata al centro che recava lo stemma Dodge.
La Coronet fu oggetto di un altro facelift nel 1951. Il modello, dopo queste modifiche, rimase però immutato per due anni. Infatti, la Dodge era impegnata nella fornitura di veicoli militari per la guerra di Corea, e quindi la dirigenza prese la decisione di non dedicare troppe risorse allo sviluppo di autovetture d'uso civile. I livelli di allestimento erano ancora i tre citati in precedenza, ma entro la fine del 1953 l'allestimento "Wayfarer" fu tolto dal mercato. La calandra degli anni 1951/1952 era invece simile a quella del 1950. Le differenze principali erano l'eliminazione della barra centrale e l'aggiunta di sei prese d'aria che percorrevano orizzontalmente lo spazio tra la barra superiore e quella centrale. In questo modo, l'aspetto della calandra fu completamente cambiato. La Coronet Diplomat, introdotta nel 1950, fu la prima Dodge ad avere una carrozzeria cabriolet hard-top, cioè senza montanti. La Diplomat diventò poi un modello a sé stante nel 1977. Il tachimetro ora era circolare, mentre gli altri strumenti erano di forma rettangolare.

## La seconda serie: 1953–1954

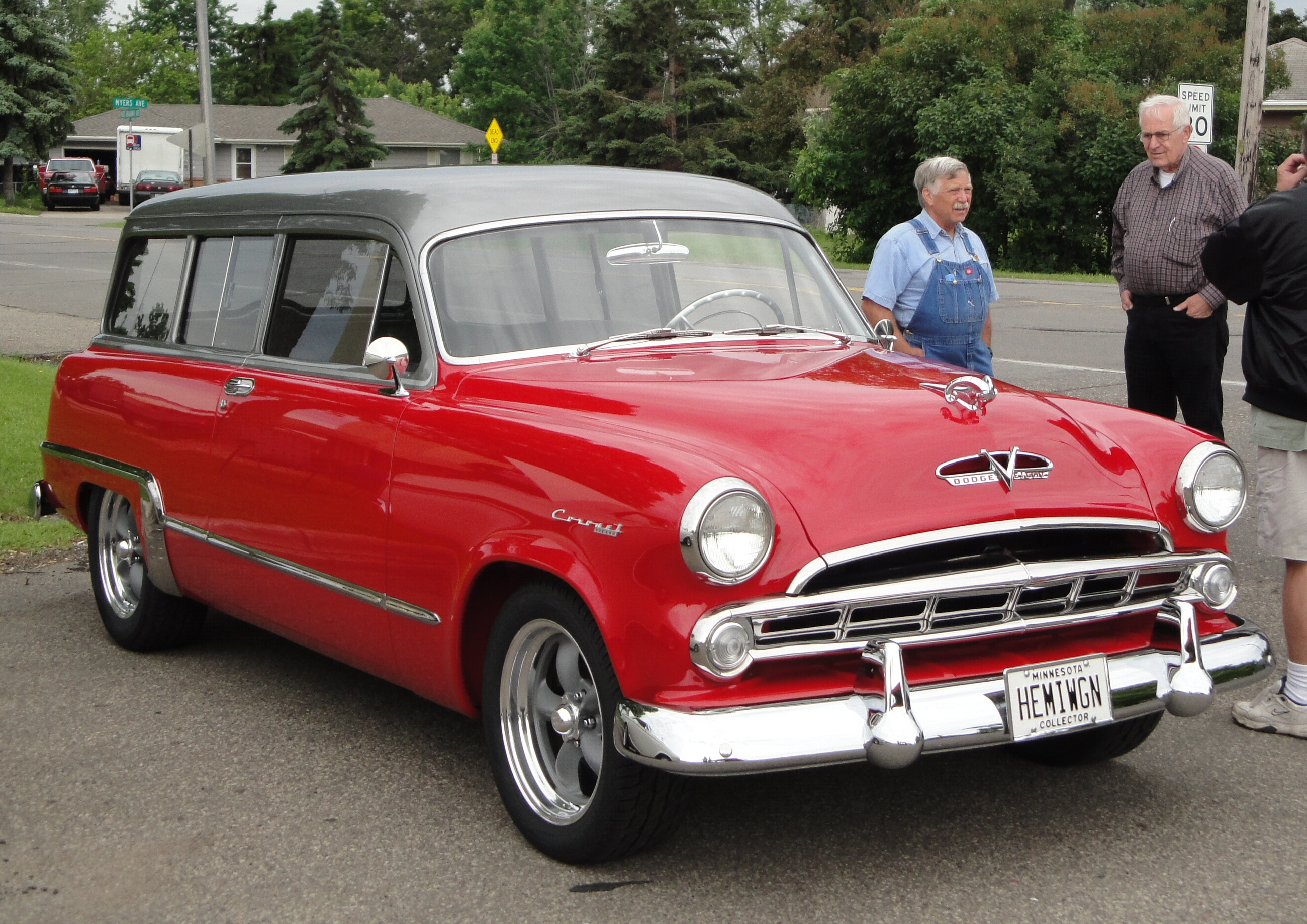
1953 Dodge Coronet Sierra (con ruote non standard)

Nel 1953 la Coronet fu completamente rivista. All'offerta dei motori si aggiunse il motore V8 da 3,9 L "Red Ram" ed il parabrezza diventò costituito di un solo pezzo. I tergicristalli anteriori erano offerti tra l'equipaggiamento standard, mentre la radio era opzionale a 83 dollari.
L'allestimento "Royal" fu aggiunto alla gamma nel 1954 sopra quello "Coronet". La gamma era ora formata dalla "Meadowbrook", dalla "Coronet" e dalla "Royal". La Dodge in questo periodo stava aggiungendo accenti lussuosi ai propri modelli, e la Coronet non fu un'eccezione. Ancora una volta, i cambiamenti furono modesti. La modanatura cromata sul bordo del cofano divenne più larga che sul modello del 1953, ed un grosso elemento cromato verticale al centro della calandra prese il posto dei cinque listelli utilizzati precedentemente. Anche nel 1954 il modello possedeva una strumentazione completa. Il 1954 fu l'anno in cui fu introdotto il primo cambio automatico della Chrysler, vale a dire il "PowerFlite" a due rapporti, che era offerto come "optional" su tutte le Dodge. Era invece ancora disponibile di serie il già citato cambio manuale "Gyromatic".

## La terza serie: 1955–1956

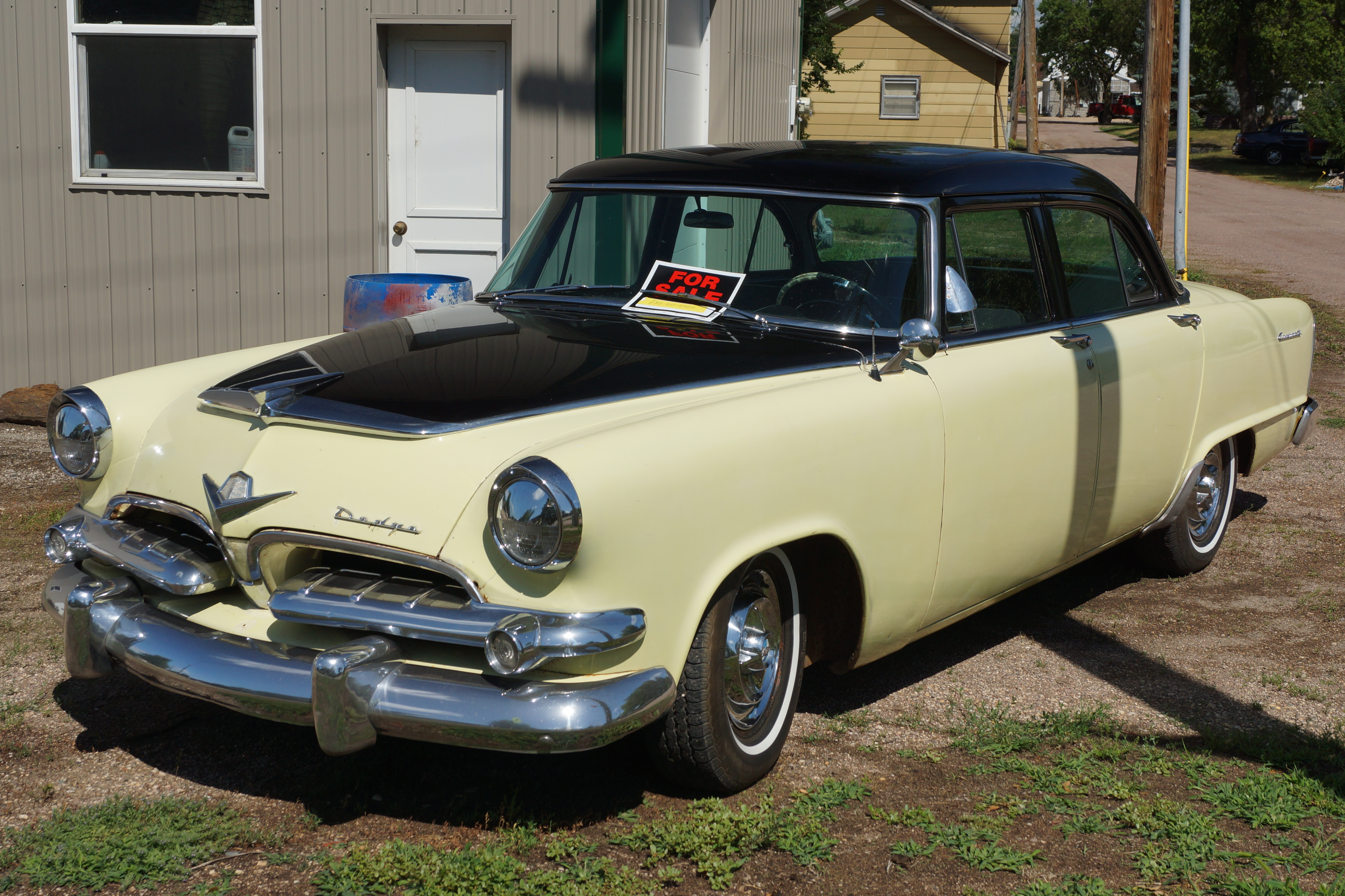
Berlina Dodge Coronet a 4 porte del 1955

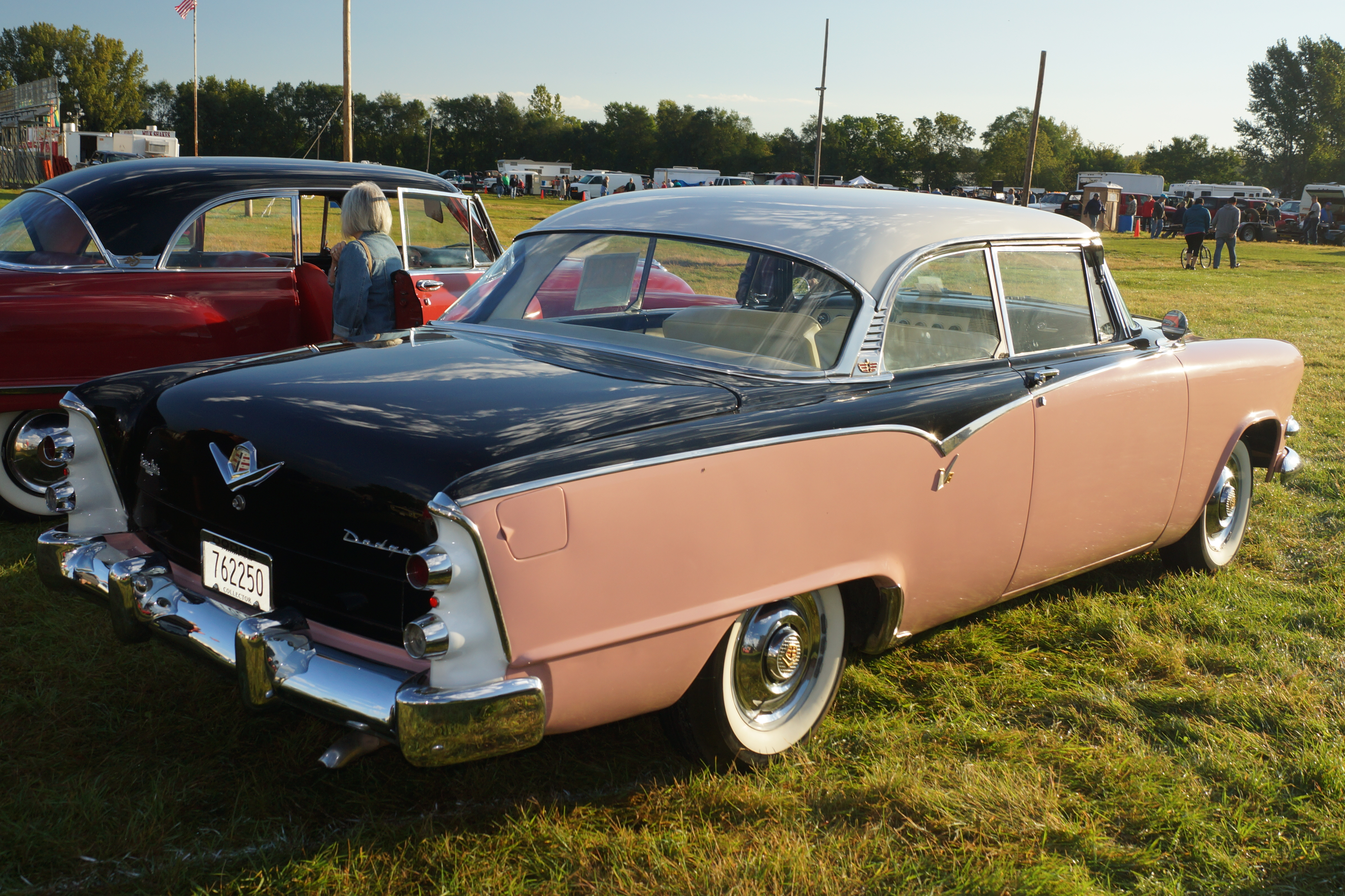
Tettuccio rigido Dodge Coronet Lancer del 1955 a 2 porte

Nel 1955 la Coronet fu rivista completamente ed i corpi vettura diventarono più bassi, larghi e lunghi rispetto a quelli prebellici. Questi ultimi avevano inoltre una linea più "pesante". La linea dei nuovi modelli fu disegnata da Virgil Exner. Ciò diede luogo ad un'impennata nelle vendite dal 1954. I motori disponibili erano due, cioè il sei cilindri in linea da 3,8 L, che ora produceva 123 CV grazie all'aggiornamento della carburazione ed a seguito di altre modifiche, ed un nuovo V8 da 4,4 L. Furono anche introdotti gli alzacristalli elettrici. 
Questa nuova serie di Coronet era disponibile con carrozzeria hardtop due porte, berlina due e quattro porte, familiare due e quattro porte e limousine due e quattro porte.
Il 1956 fu l'ultimo anno in cui venne utilizzato questo stile esterno di carrozzeria prima del cambiamento avvenuto nel 1957. Le sole differenze proposte nel 1956, rispetto al 1955, furono dei nuovi allestimenti ed il pacchetto "D-500". Con la sigla "D-500" si intendeva il primo modello "Dodge Super Stock" ad alte prestazioni, che in questo caso mostrava discreti segni distintivi esterni, tra cui lo stemma con le bandiere a scacchi incrociate e la sigla "500" sul cofano motore e sul portellone del bagagliaio, ora ribassato. Il D-500 (denominato così per la regola della serie NASCAR che obbligava i costruttori a produrre 500 esemplari identici delle vetture che avrebbero dovuto partecipare alle gare) era disponibile anche sugli altri modelli Dodge, incluse sulle versioni familiari e berlina due porte. Il D-500 montava di serie un motore V8 da 5,2 L con testate emisferiche (al contrario di altri V8 Dodge che utilizzavano invece testate polisferiche), oltre che un albero a gomiti, delle valvole, un carburatore e dei pistoni speciali. Il rapporto di compressione era di 9,25:1, mentre il carburatore era quadruplo corpo. La distribuzione era con valvole disposte a V. La potenza erogata era di 260 CV mentre la coppia sviluppata era di 450 N•m. Anche le sospensioni erano speciali. Esse erano "tarate" nello stesso modo di quelle delle auto della polizia. Una novità fu l'introduzione di serrature di sicurezza per le portiere.
La Dodge produsse per le gare NASCAR anche la D-500-1, che era ancora più spinta della D-500. Essa aveva sospensioni da competizione. Inoltre, il motore aveva valvola più grandi, un albero a camme da competizione ed un condotto di aspirazione a geometria variabile che era alimentato da due carburatori a quadruplo corpo. La potenza erogata era di 285 CV.

## La quarta serie: 1957-1959

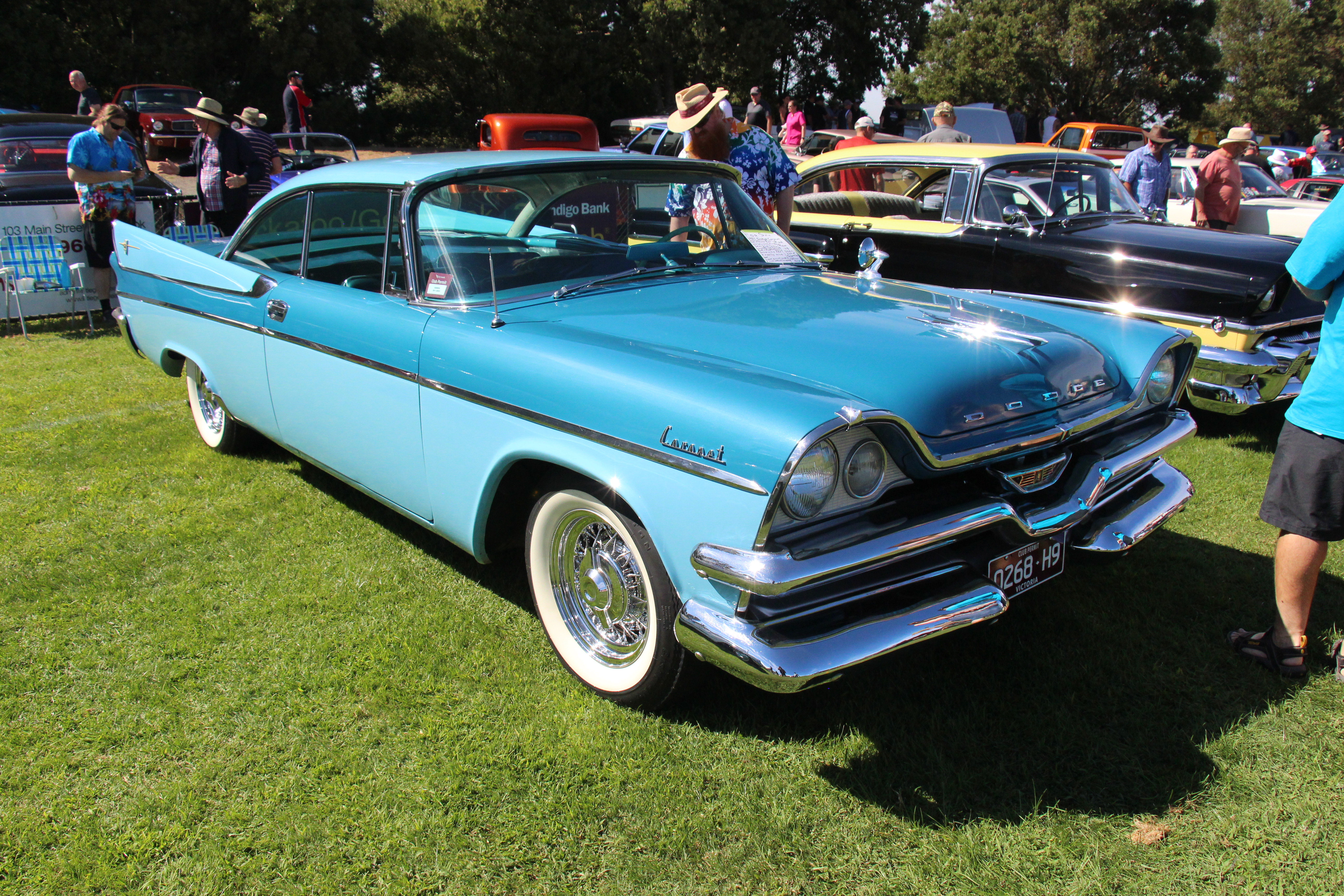
Tettuccio rigido a 2 porte Dodge Coronet Lancer del 1957

Nel 1957 fece il suo debutto il nuovo pacchetto D-501, che sostituì il D-500. La D-501 ebbe in dotazione i collaudati motori V8 Chrysler Hemi, che erano in realtà già stati montati sulle Chrysler 300B del 1956. Questi motori ebbero installati dei nuovi alberi a gomiti e due carburatori quadruplo corpo Carter. Il rapporto di compressione era 10:1 e la potenza erogata era 340 CV. Inoltre, erano montate delle barre di torsione per le sospensioni anteriori, e delle balestre e degli ammortizzatori ad alte prestazioni per quelle posteriori. Era installato di serie un cambio manuale a tre rapporti, mentre tra le opzioni era possibile avere una trasmissione automatica. Erano disponibili 13 diversi rapporti al ponte. I freni erano a tamburo. Di D-501, furono prodotti solo 101 esemplari. Era possibile avere, come opzione, un cruscotto imbottito.
Le Coronet, Royal e Custom Royal del biennio 1958/1959 utilizzavano un telaio derivante da modelli DeSoto ed erano caratterizzate da ornamenti meno vistosi. I motori disponibili erano un sei cilindri in linea da 3,8 L a valvole laterali, oppure un V8 da 5,3 L. Nel 1959 fu introdotto l'allestimento "Silver Challenger", che era disponibile sia con il motore a sei cilindri sia con il V8, ed era offerto solo verniciato di colore grigio. L'unica carrozzeria disponibile era quella due porte.  Aveva in dotazione, senza extra-costo per il cliente, degli pneumatici con parte laterale bianca, dei cerchioni speciali, degli interni migliori e i tergicristalli elettrici. La carrozzeria del modello, in occasione del lancio di questa nuova generazione, fu allungata. La Dodge Custom Royal fu assemblata anche in Australia dal 1958 al 1960.
La produzione di Coronet si interruppe temporaneamente nel 1959.

## La quinta serie: 1965–1970
Dopo qualche anno di assenza, la Coronet fu reintrodotta nel 1965, e nell'occasione cambiò di categoria, passando dalla classe delle vetture vetture full-size a quella dei modelli mid-size. Questa nuova serie di Coronet era, sostanzialmente, la versione rivista ed aggiornata della Dodge Polara, che era passata a sua volta, sempre nel 1965, alla categoria delle vetture full-size. La nuova serie delle Coronet era basata sul pianale B della Chrysler, che era la stessa piattaforma su cui venne costruita la Polara dal 1962 al 1964. Questa generazione di Coronet era molto simile alla contemporanea Plymouth Belvedere.
Questa serie di Coronet è stata commercializzata in versione hardtop due porte, berlina quattro porte, familiare quattro porte, coupé due porte e cabriolet due porte. I cambi manuale disponibili erano due (uno tre e l'altro a quattro rapporti), mentre era offerto un solo cambio automatico, che era a tre rapporti.
I motori furono invece un sei cilindri in linea da 3,7 L di cilindrata e dei V8 da 4,5 L, 5,2 L (tipo A), 5,2 L (tipo LA), 5,9 L, 6,3 L, 7 L e 7,2 L.
Nel periodo in cui fu in produzione, questa serie di Coronet è stata offerta con diversi tipi di allestimento, ognuno dei quali era associato a dei corpi vettura e motori specifici, oltre che ad un equipaggiamento caratteristico.
Nel 1967 fu introdotta la Coronet R/T, che era disponibile in versione hardtop e cabriolet, ed aveva in installato il motore V8 da 7 L. Insieme alla Dodge Charger e alla Plymouth Belvedere GTX, la Coronet R/T apparteneva alla categoria delle muscle car. Nel 1968 fu invece introdotta la Coronet Super Bee, che aveva accenti e prestazioni sportive, ed era associata alla Plymouth Road Runner. La Super Bee fu disponibile con vari tipi di motori, ma con un solo tipo di carrozzeria, coupé due porte.
La Coronet e la Plymouth Belvedere furono oggetto di un restyling nel 1968 similmente alla Charger, con cui condividevano il pianale B della Chrysler. Nel 1970 fu poi applicato un facelift. 

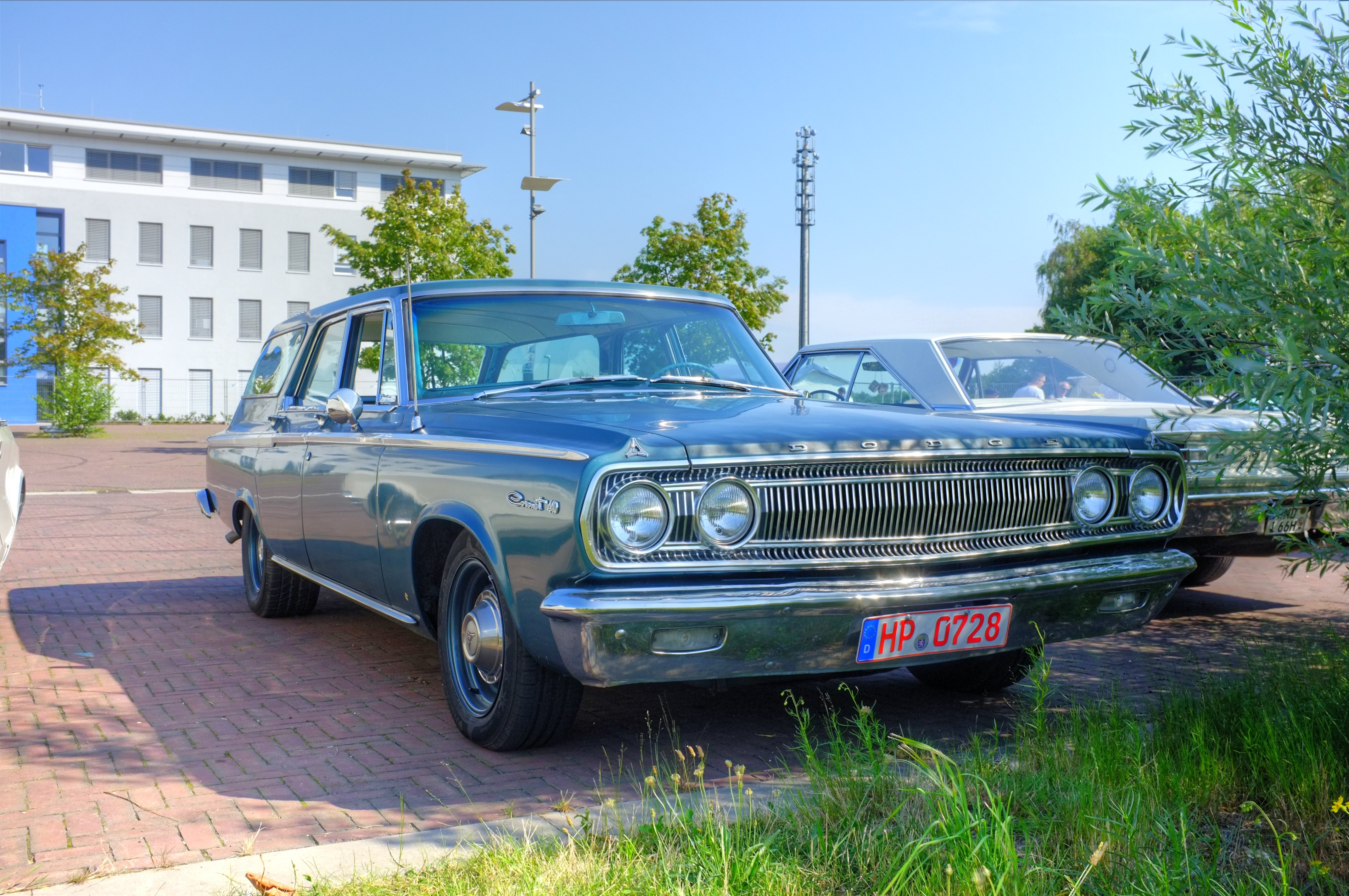
Dodge Coronet 440 Station Wagon a 4 porte del 1965
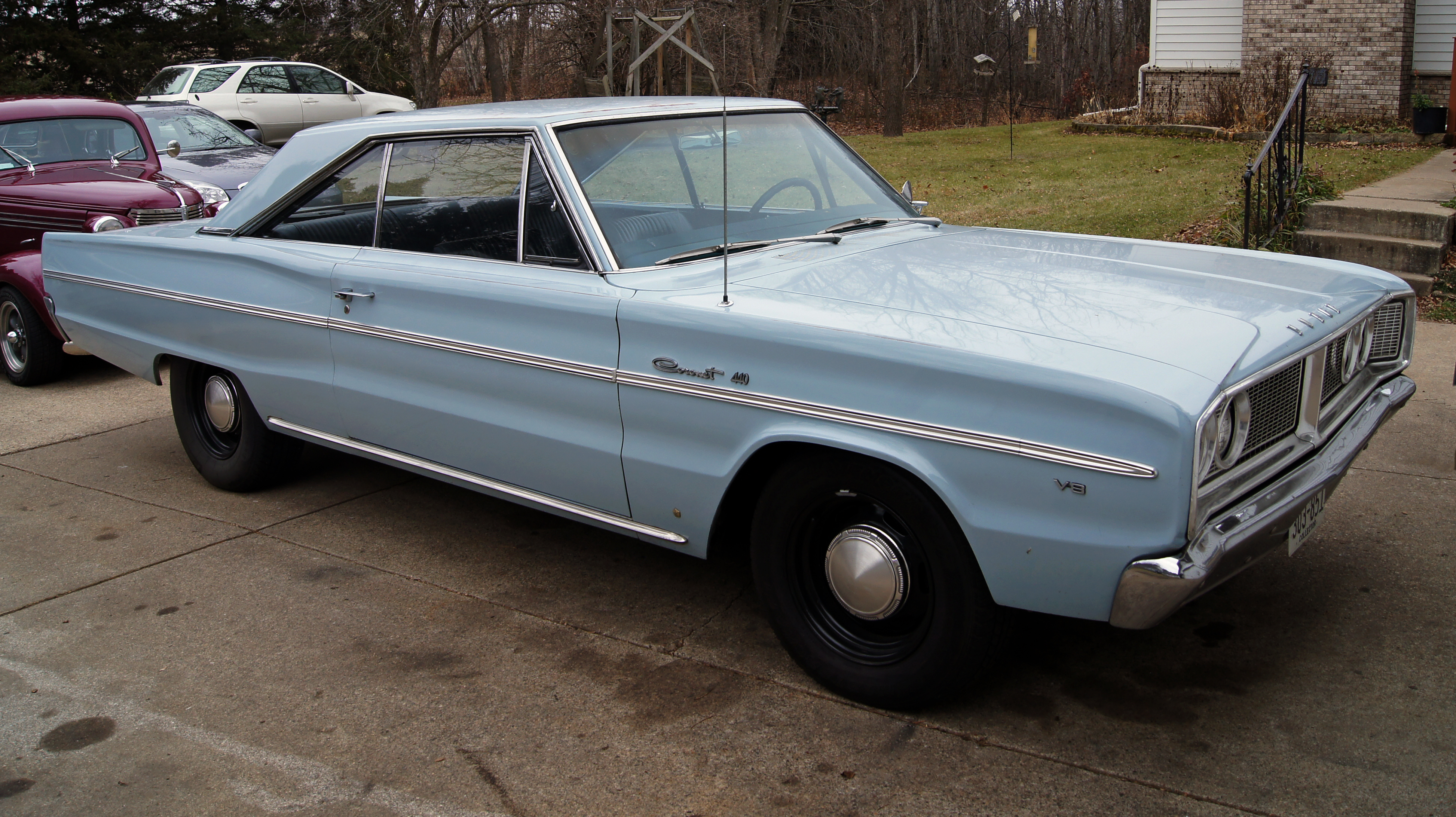
Tettuccio rigido Dodge Coronet 440 a 2 porte del 1966
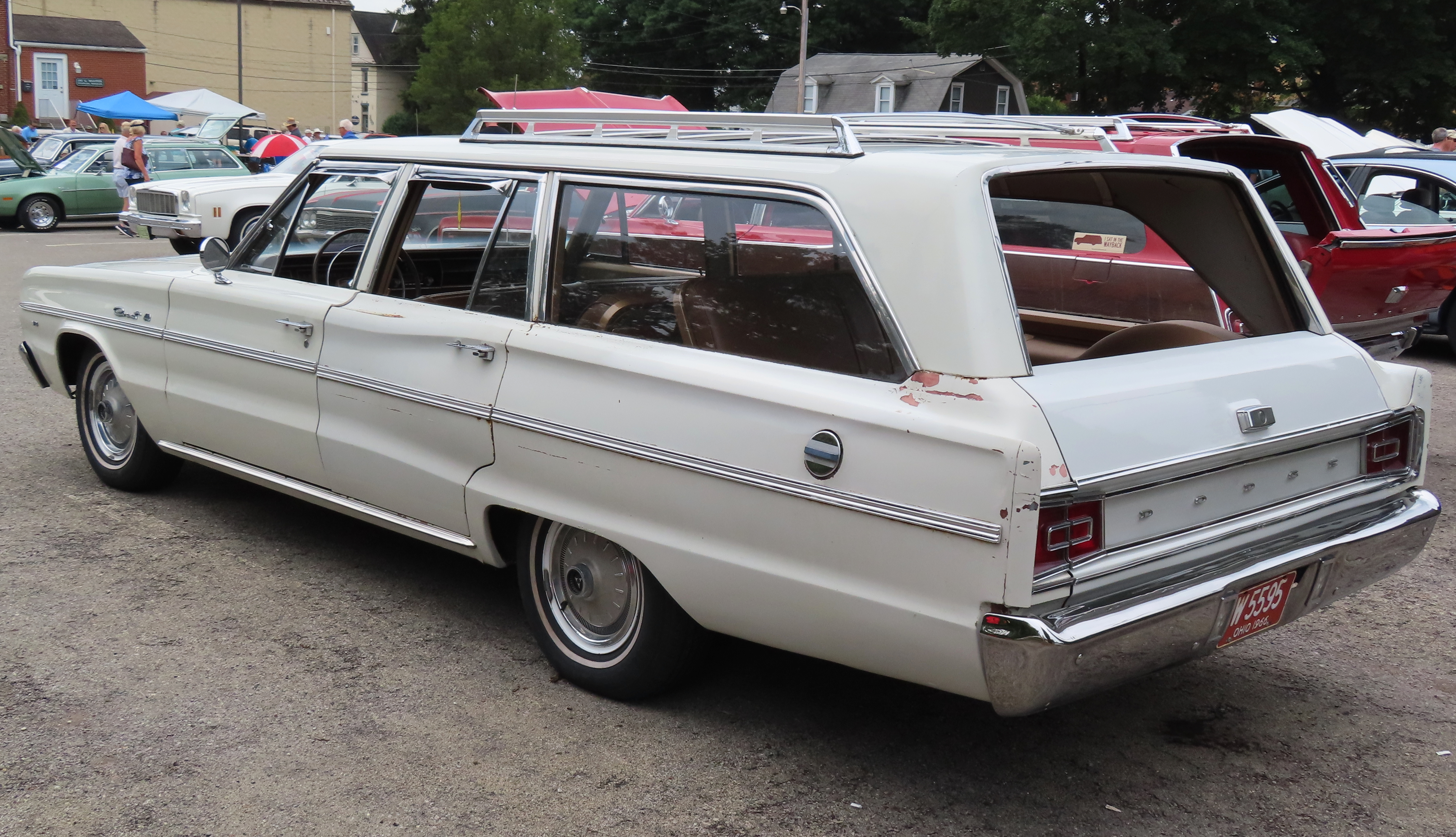
Autovettura familiare per trasporto misto Dodge Coronet 440 del 1966
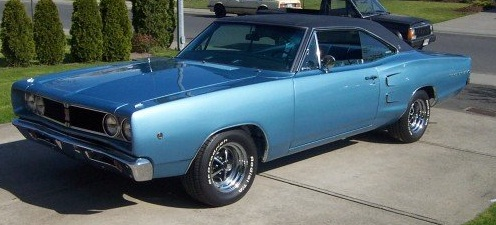
Dodge Coronet 500 del 1968
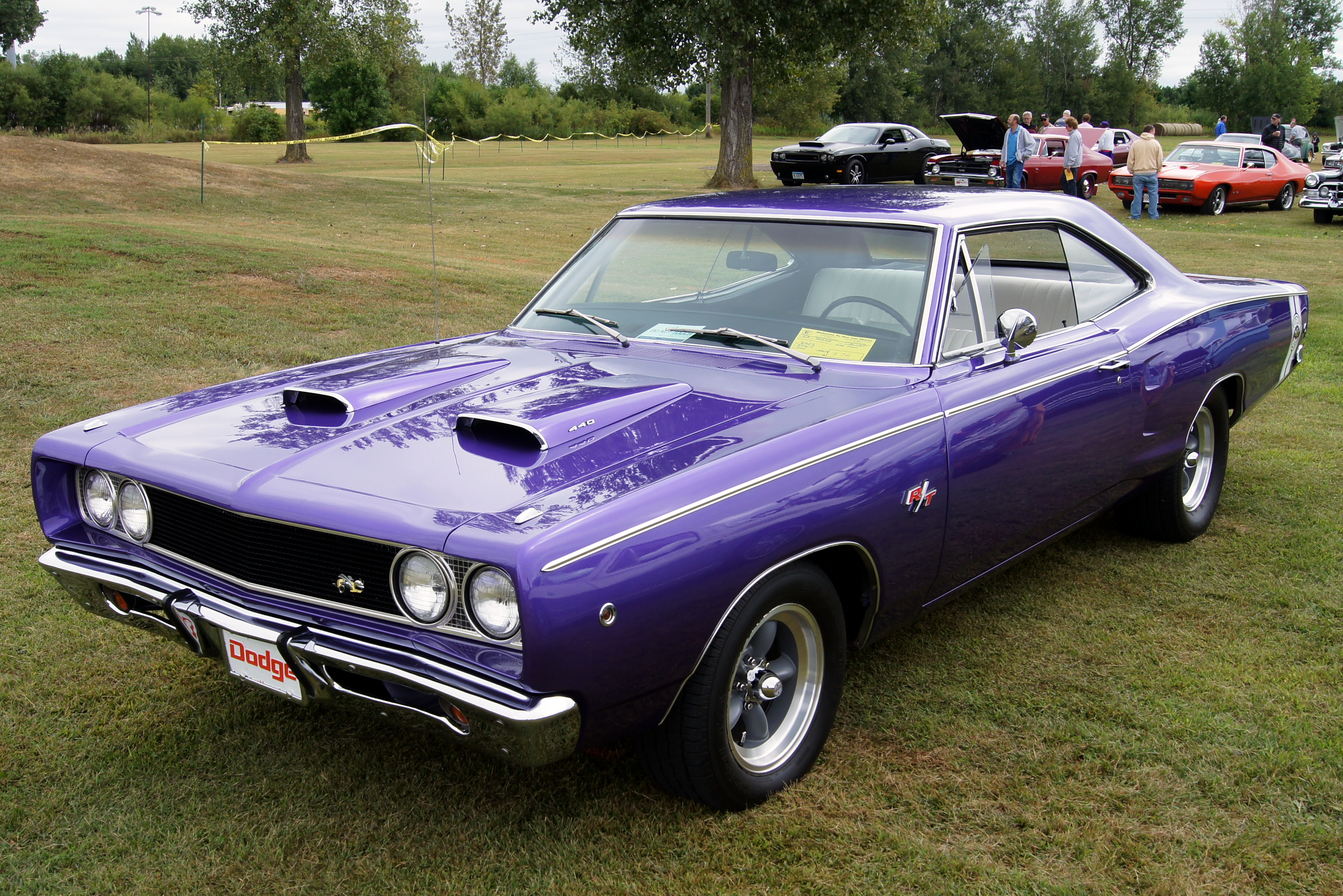
Dodge Coronet R/T del 1968
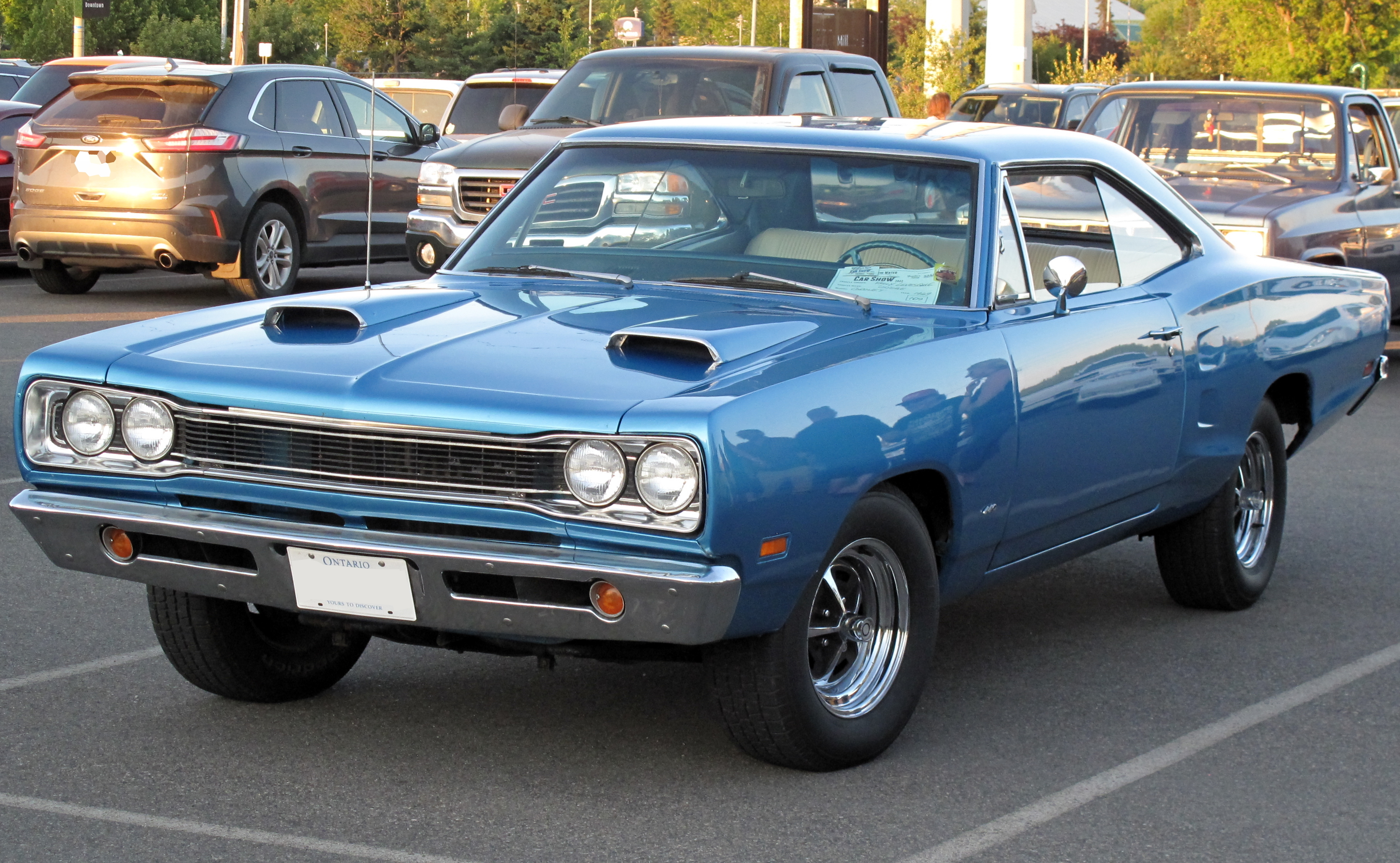
Dodge Coronet R/T del 1969
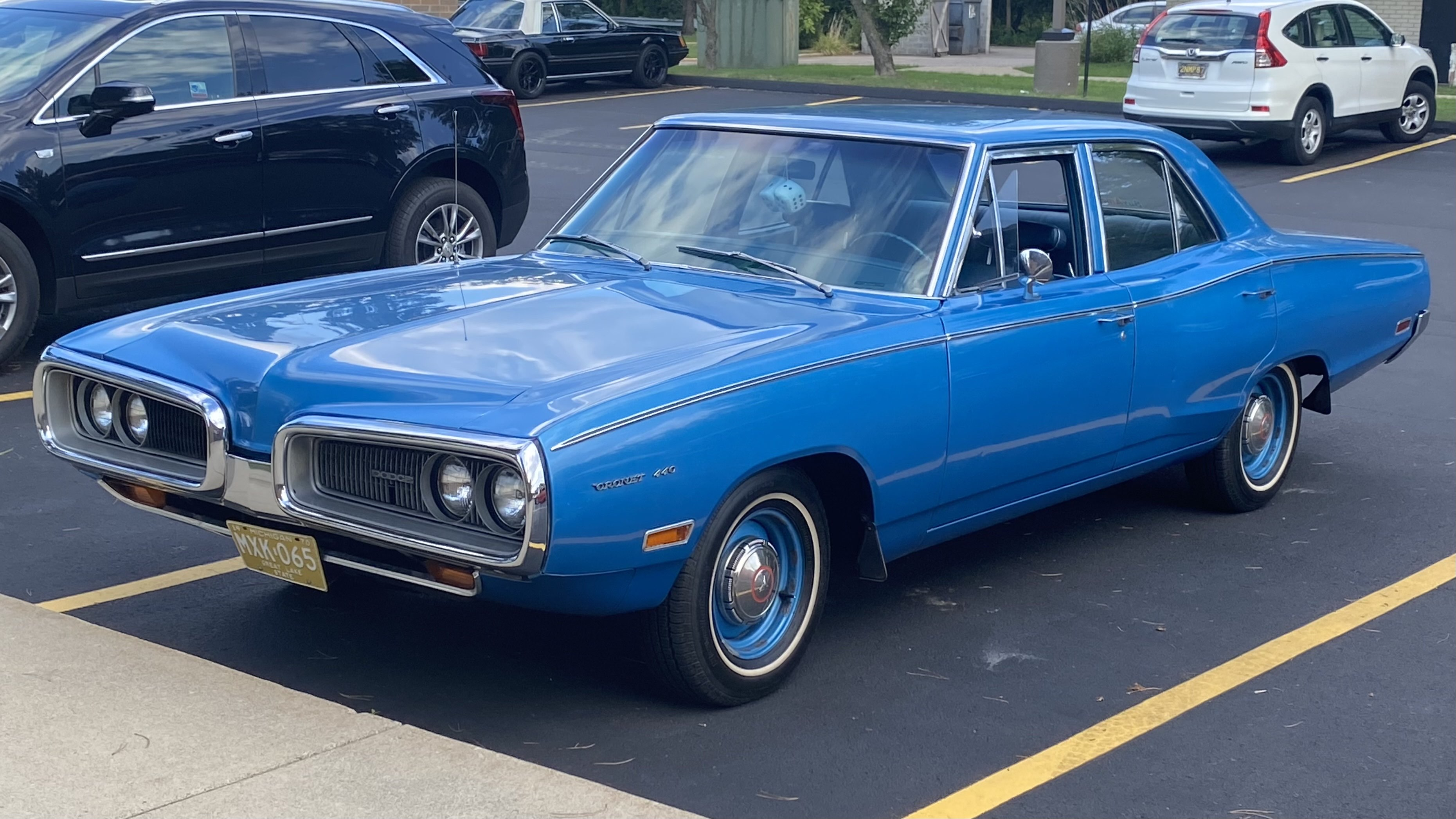
Berlina Dodge Coronet 440 del 1970
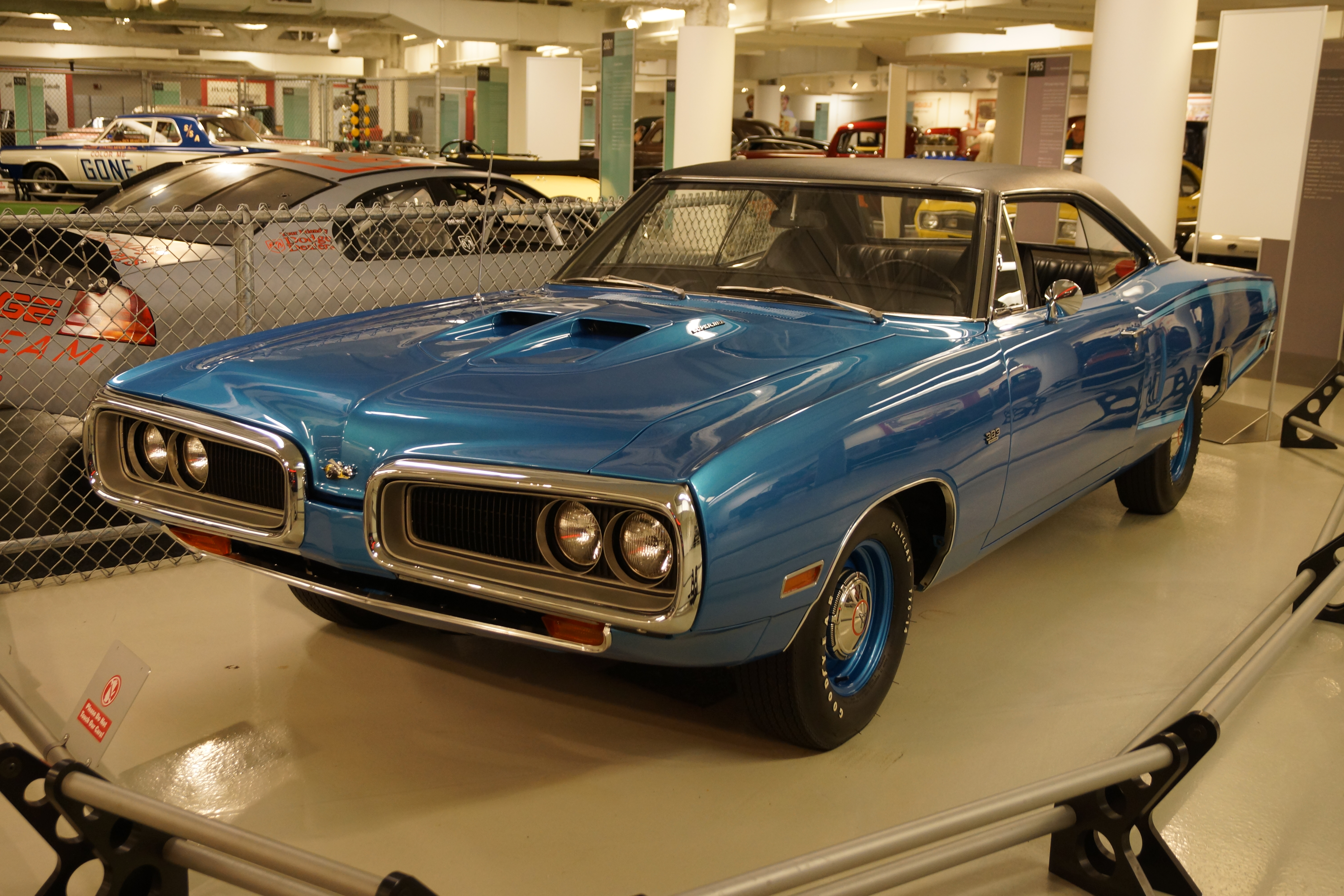
Dodge Coronet Super Bee del 1970

## La sesta serie: 1971–1974
La sesta serie della Coronet era un sostanzialmente un modello clone della Plymouth Satellite quattro porte. Rispetto a quest'ultima, la Coronet aveva però una linea più aerodinamica. Questa generazione di Coronet è stata offerta solo in versione berlina e familiare quattro porte. Infatti, il mercato delle coupé era già coperto dalla Dodge Charger, che apparteneva anch'essa alla categoria delle vetture mid-size.
Nel 1972 furono leggermente modificati i fanali anteriori e posteriori e la calandra. Dall'anno in questione in poi, le vendite di Coronet subirono un brusco calo, con 80-90.000 esemplari annui contro, ad esempio, le 196.242 unità vendute nel 1968. Ciò fu dovuto agli effetti della crisi petrolifera del 1973, alla proliferazione di modelli Plymouth e Dodge, ed alla crescita degli altri marchi del gruppo Chrysler.
Nel 1973, oltre alla consueta revisione della calandra, dei fanali e degli interni, la Dodge introdusse il sistema "TorsionQuiet", il cui scopo era quello di insonorizzare l'abitacolo grazie all'installazione di materiale fonoassorbente ed al miglioramento del silenziatore.
Nel 1974 il frontale e la coda della vettura furono rivisti. Inoltre, i paraurti vennero aggiornati in accordo ai requisiti di sicurezza imposti nell'anno in questione dal Dipartimento dei Trasporti statunitense. La versione berlina sarebbe stata la base delle Coronet successive (e della Plymouth Fury, che era il suo clone) fino al model year 1978.
Erano disponibili un cambio manuale a tre rapporti ed un cambio automatico con lo stesso numero di marce. I motori furono invece un sei cilindri in linea da 3,7 L di cilindrata e dei V8 da 5,2 L, 6,3 L, 6,6 L e 7,2 L. Questa serie di Coronet è stata assemblata a Highland Park, nel Michigan. 

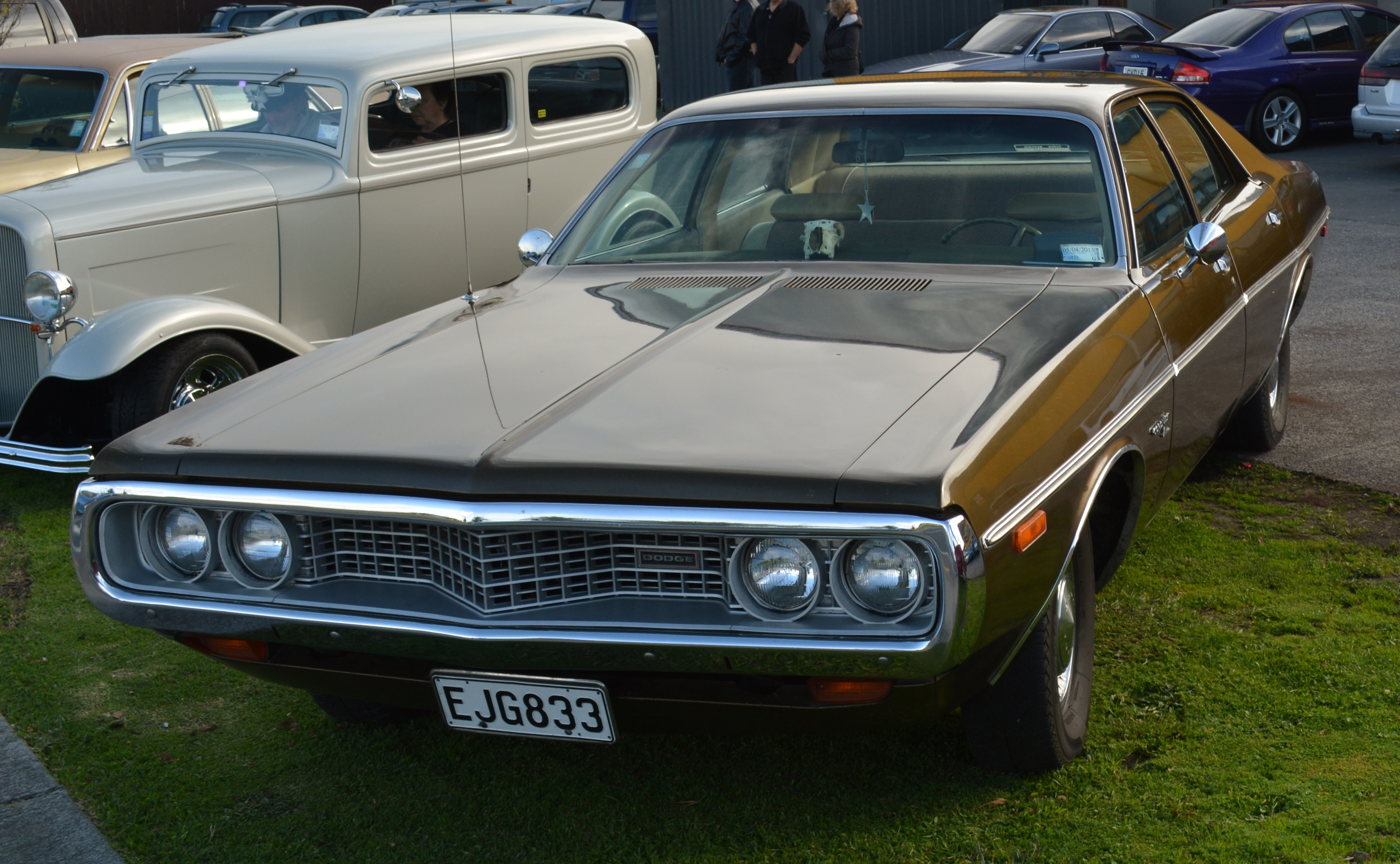
Berlina Dodge Coronet Custom del 1972
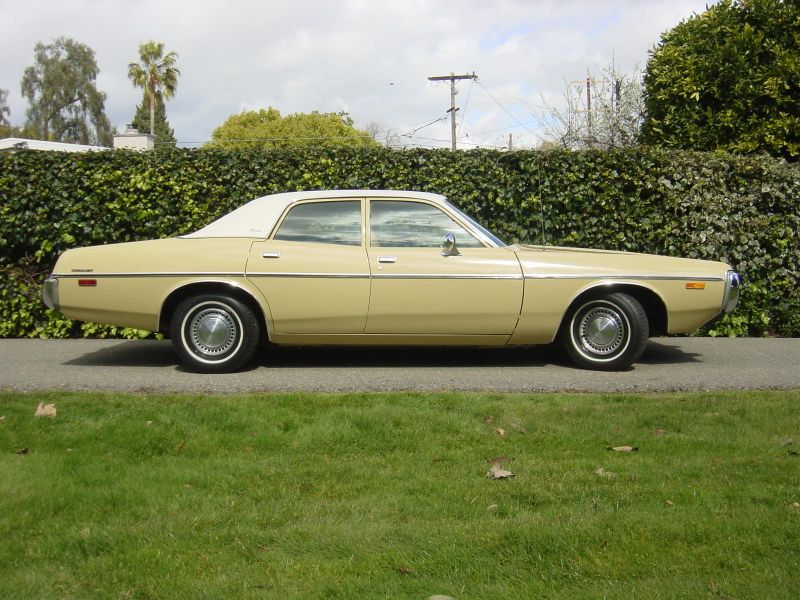
Berlina Dodge Coronet Custom del 1973
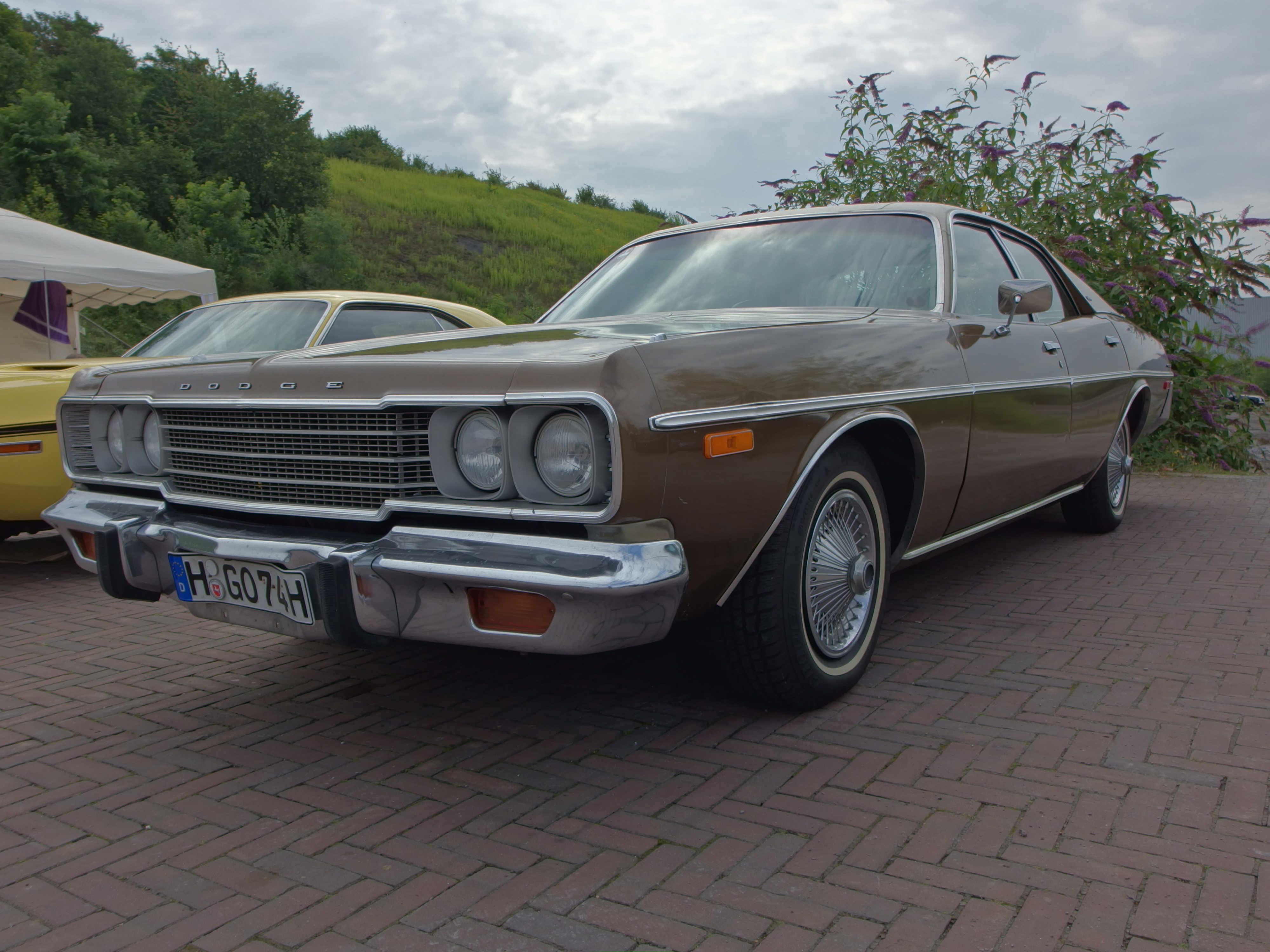
Berlina Dodge Coronet Custom a 4 porte del 1974

## La settima serie: 1975–1976

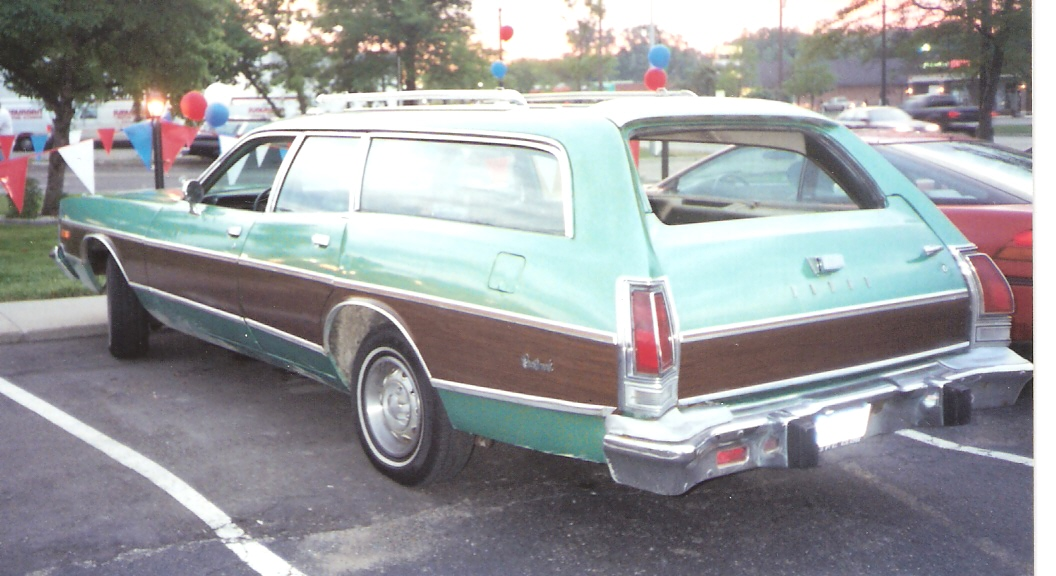
Familiare Dodge Coronet Crestwood del 1975

Nel 1975 fu lanciata la settima serie della Coronet, che venne dotata di un corpo vettura più squadrato. La versione coupé tornò per un solo anno, che fu però sufficiente ad ispirare il design della Charger Sport due porte, la quale apparve l'anno seguente. Il frontale della Coronet fu ridisegnato e venne dotato di due fanali rotondi che erano condivisi con il modello clone Plymouth Fury.
Il 1976 fu l'ultimo anno della Coronet. Dall'anno successivo il modello venne rinominato Monaco. Con il cambio della denominazione venne predisposto un frontale a fari squadrati sovrapposti, e furono applicate altre modifiche. Ciò comportò, tra l'altro, l'aumento delle vendite.
Anche per questa serie erano disponibili un cambio manuale a tre rapporti ed un cambio automatico con lo stesso numero di marce. I motori furono invece un sei cilindri in linea da 3,7 L di cilindrata, e dei V8 da 5,2 L, 5,9 L e 6,6 L. Anche questa serie di Coronet è stata assemblata a Highland Park, nel Michigan. 

## La Coronet degli anni ottanta
Il nome "Dodge Coronet" è stato usato anche per denominare la Dodge Diplomat commercializzata in Colombia negli anni ottanta.